# Kredyt powszechny
Kredyt powszechny – wymyślony w Polsce hipotetyczny mechanizm zapewniający każdemu obywatelowi, niezależnie od jego sytuacji materialnej i zdolności kredytowej, linię kredytową w wysokości określonej ustawowo. W oryginalnej propozycji wysokość ta została określona jako miesięczna pensja minimalna netto. Zdaniem zwolenników propozycji kredyt powszechny stanowiłby alternatywę dla wysokooprocentowanych pożyczek gotówkowych, tzw. chwilówek, dając w ten sposób minimum finansowego bezpieczeństwa wszystkim obywatelom. Krytycy uważają, że ułatwienie dostępu do pożyczek konsumenckich mogłoby prowadzić do nieracjonalnych zakupów towarów luksusowych, argumentując zarazem, że program taki nie rozwiązywałby żadnych realnych problemów. W kwietniu 2023 roku koncepcja ta była przedmiotem dyskusji w polskim parlamencie, a przed wyborami parlamentarnymi na jesieni tego samego roku kredyt powszechny został wpisany do programu partii Nowa Lewica, jako część pakietu na rzecz walki z lichwą.